# Man-Sized Wreath
Man-Sized Wreath è un singolo del gruppo musicale statunitense R.E.M., pubblicato l'11 agosto 2008 come terzo estratto dal quattordicesimo album in studio Accelerate.

## Tracce
7" single (W807)
1. Man-Sized Wreath – 2:32
2. Living Well Jesus Dog – 4:21

Download digitale
1. Man-Sized Wreath – 2:32
2. Living Well Jesus Dog – 4:21
3. Mr. Richards (live in Vancouver) – 3:54